# 박성환 (신학자)
박성환(朴成煥, 1975년 2월 6일~)은 대한민국의 신학자이며 한국성서대학교의 설교학 교수를 역임하였고, 2025년부터 상동 21세기 교회의 담임목사이다. 한국복음주의실천신학회 부회장, 한국복음주의설교학회 부회장, 그리고 한국장로교신학회 부회장이다. 이라이프 아카데이의 운영위원이다.‘교회를 세우는 설교목회’와 ‘해석과 설교’ 등 개혁주의 실천신학에 전문연구가로 평가받는다.

## 학력
- 건국대학교 식량자원학과
- 합동신학대학원대학교 (M. Div.)
- 에스라성경대학원대학교 성경학 (Th.M.)
- 합동신학대학원대학교 설교학 (Ph.D.)과정 수학
- 남아공 스텔렌보쉬 대학교 실천신학(설교학) (Ph.D.)

## 경력
- (현) 한국복음주의실천신학회 부회장
- (현) 한국설교학회 부회장
- (현) 한국장로교신학회 부회장
- (현) 한국성서대학교 실천신학(설교학) 교수
- 한국성경신학회 감사 역임
- 웨스트민스터신학대학원대학교 교수역임

## 저서
1. 초보설교자를 위한 설교가이드(2016, 큰샘출판)
2. 예배다운 예배(2018, CLC)
3. 윌리엄 H. 윌리먼,“예배가 목회다”박성환∙최승근 역(2017, 새세대)
4. 『영적거장들의 설교』, 공저 (홀리북클럽, 2023)

## 논문
1. 프레임 이론: 십일조에 관한 신앙적 이해 변화(2015, 성경과 신학 73)
2. 비유 해석과 설교: 예수의 비유를 중심으로(2015, 복음과 실천신학 36)
3. 설교 작성을 위한 비유 이해와 사용방법(2016, 복음과 실천신학 40)
4. 임종예배와 목회 돌봄(2017, 복음과 실천신학 44)
5. 동성애 논쟁: John R. W. Stott의 목회적 대안(2018, 복음과 실천신학 46)
6. 설교목회(2018, 복음과 실천신학 47)
7. 도르트 신조에 관한 설교학적 이해(2018, 한국개혁신학 59)
8. 오정환∙박성환, 소송본문(고전6:1-11)에 대한 바울의 윤리적 이해: 고린도전서 5:1-13과 6:12-20과의 관계성을 중심으로
9. 강태국의 구약 설교 연구, 설교한국 Vol. 11 (2020.06)
10. 설교로서의 야보고서 연구, 한국복음주의실천신학회 복음과 실천신학 제67권 2023.04
11. Arthur W. Pink의 그리스도 중심의 인물 설교, 한국복음주의실천신학회 복음과 실천신학 제63권 2022.05
12. 포노 사피엔스(Phono-Sapiens) 시대에 스마트폰을 활용한 어린이 설교 한국복음주의실천신학회 복음과 실천신학 제59권 2021.05
13. 마틴 로이드 존스(Martyn Lloyd-Jones)의 죽음 설교, 한국설교학회 설교한국 Vol. 13 2021.05
14. 설교로서의 전도서 연구, 한국복음주의실천신학회 복음과 실천신학 제58권 2021.02
15. 그리스도 중심의 다윗 시편 설교 - 계시의 충만성을 중심으로, 한국복음주의실천신학회 복음과 실천신학 제55권 2020.05

## 같이 보기
- 한국개혁신학회
- 한국복음주의실천신학회
- 한국장로교신학회
- 한국의 신학자 목록
- 개혁신학자
- 열린신학